# Franz Čižek
Franz Čižek (geboren 12. Juni 1865 in Leitmeritz, Kronland Böhmen, Kaisertum Österreich; gestorben 17. Dezember 1946 in Wien) war ein österreichischer Maler, Designer und Kunsterzieher und Begründer des Kinetismus.

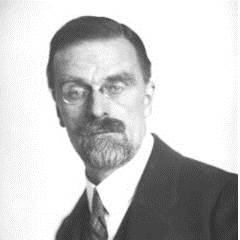
Franz Cizek etwa 1910

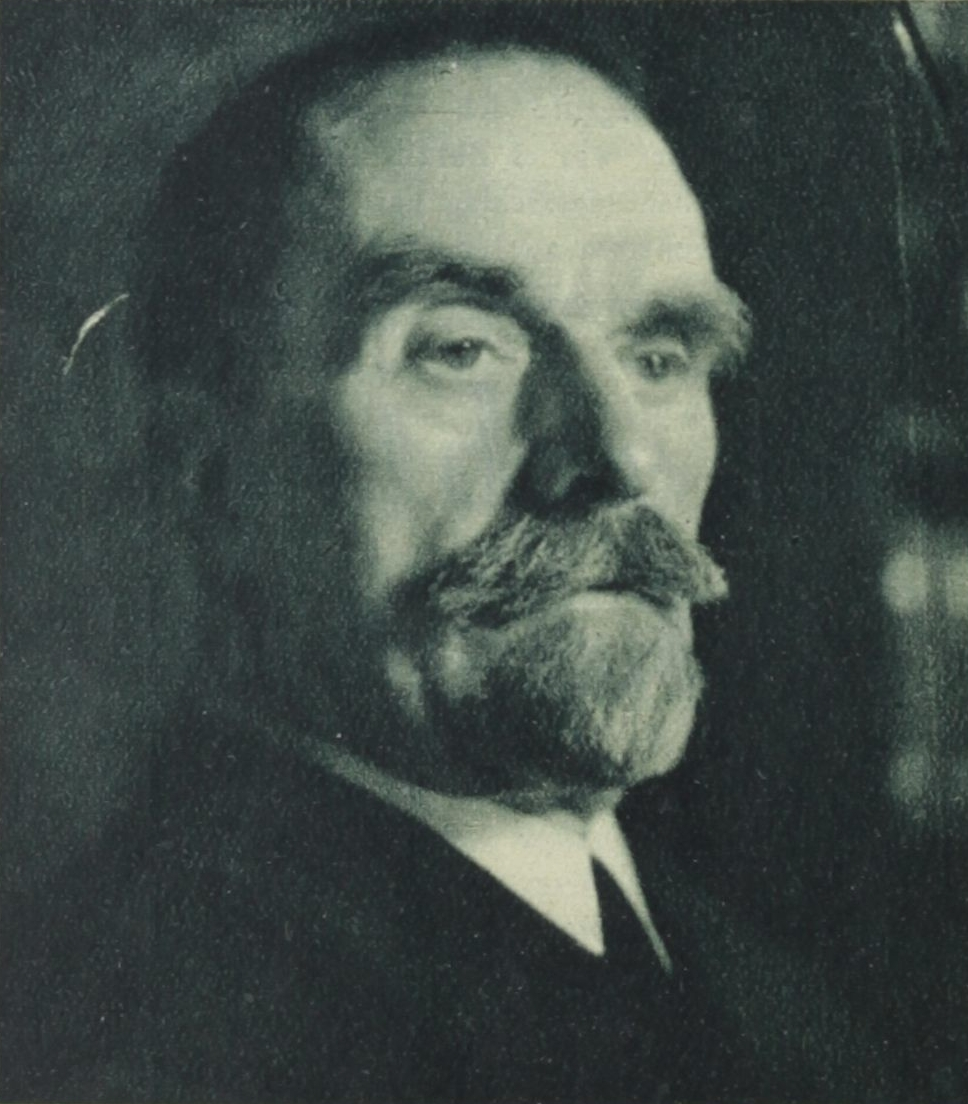
Aufnahme von Otto Skall (1932)

## Leben
Čižek studierte von 1885 bis 1895 an der Akademie der Bildenden Künste Wien bei Franz Rumpler und Josef Mathias Trenkwald. Koloman Moser studierte fast zeitgleich bei denselben Akademieprofessoren. Schon früh betätigte sich Čižek als Lehrer und gab Zeichen- und Malkurse für Kinder in der Nachbarschaft. Deshalb hatte Trenkwald ursprünglich ihn empfohlen für die ehrenhafte Aufgabe, in den Jahren 1892 und 1893 die Kinder des Erzherzogs Karl Ludwig von Österreich auf Schloss Wartholz zu unterrichten. Da Čižek diese Verdienstmöglichkeit nicht so dringend benötigte wie der um drei Jahre jüngere Koloman Moser, verzichtete er zugunsten von Moser.
1897 bis 1903 unterrichtete Čižek Zeichnen an der Schottenfelder Realschule und an seiner eigenen Jugendkunstschule. Er wurde ein Pionier in der Kinderpädagogik. Ab 1903 lehrte er an der Wiener Kunstgewerbeschule. Neben der Abteilung der Schule „Lehramtskandidaten für das Freihandzeichnen an Mittelschulen“, die viele Jahre von Anton von Kenner geleitet worden war, wurde für Franz Čižek die Abteilung „Versuchsschule für den Zeichenunterricht“ eingerichtet, später „Kurs für Jugendkunst“ und „Ornamentale Formensprache“.
Dem Beispiel von Čižek folgend war 1908 eine Jugendkunstschule als „Versuchsschule für Mittelschul-Buben“ einzurichten durch die Berufung von Anton Kling an die Kunstgewerbeschule Hamburg geplant. International bekannt wurde Čižek durch seine Jugendkunstklassen, deren Ausstellungen ab den 1920er Jahren auch in England, den USA, Südafrika und Indien gezeigt wurden.
Čižek wurde auf dem Wiener Zentralfriedhof in Gruppe 14C, Grab Nr. 13, bestattet. Auf dem Grabstein wurde er als Wegbereiter der Jugendkunst bezeichnet. Das Ehrengrab besteht auf Friedhofsdauer.

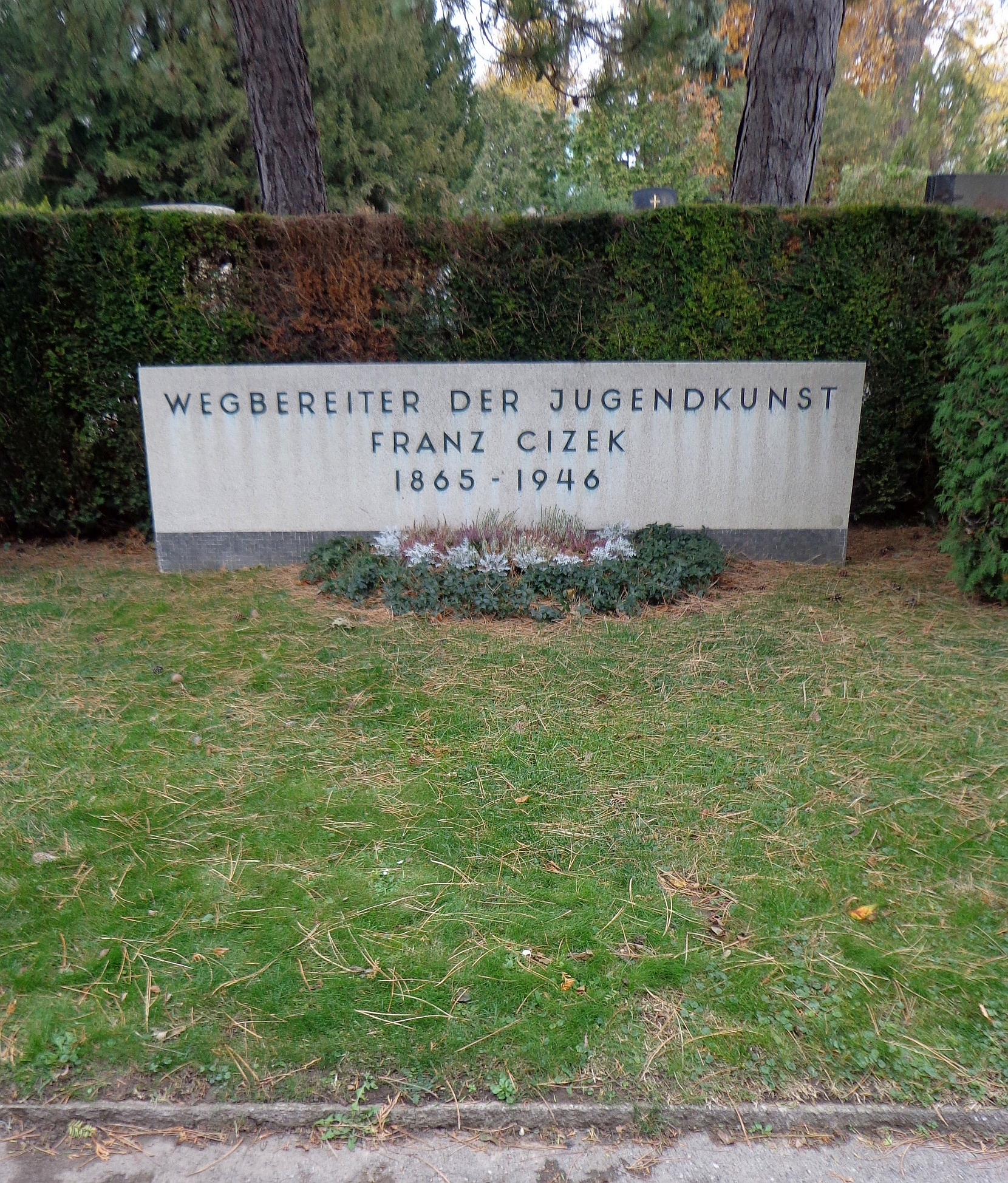
Ehrengrab auf dem Wiener Zentralfriedhof

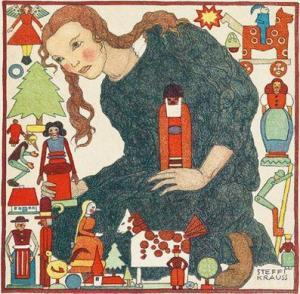
Weihnachten (ohne Jahr)

## Name, Aussprache
Čižeks Familienname wird auf Grund der diakritischen Zeichen („Hatschek“) tschischek ausgesprochen. Auf dem Grabstein von Franz Čižek und bei der 1953 erfolgten Benennung des Cizekplatzes im 22. Wiener Gemeindebezirk wurden die Hatscheks – nach Wiener Gepflogenheit – nicht angebracht.

## Verwechslungen zwischen Čižek und Czeschka
Gelegentlich wurde Čižek verwechselt mit dem 13 Jahre jüngeren Kollegen Carl Otto Czeschka, der jedoch nicht die böhmische Form seines Namens „Češka“ verwendete. Dies ist Werner J. Schweiger, Werner Fenz, Hans Dichand und Gerhard Tötschinger unterlaufen im Zusammenhang mit der Vermittlung der Zeichenlehrerstelle im Schloss Wartholz.
In seinem Buch „Fin-de-siècle Vienna. Politics and culture“ (1980) bzw- „Wien. Geist und Gesellschaft im Fin de Siècle“ (1982 und 1994) hat Carl E. Schorske Franz Čižek als Lehrer und Förderer von Oskar Kokoschka dargestellt. Dies ist nicht richtig. Es war Carl Otto Czeschka. Schorske nennt als Anmerkung die Autobiographie von Oskar Kokoschka „Mein Leben“. Darin ist jedoch mehrfach ausdrücklich Czeschka genannt und Franz Čižek kein einziges Mal.